# Теодоро Обианг Нгема Мбасого
Теодоро Обианг Нгема Мбасого (на испански: Teodoro Obiang Nguema Mbasogo) е политик, президент на Екваториална Гвинея от 1979 г. Той извършва кървав преврат срещу чичо си, Франсиско Масиас Нгуема, през август 1979 г. и превръща Екваториална Гвинея в нефтодобивна страна през 1990-те години. Обианг служи като лидер на Африканския съюз от 31 януари 2011 г. до 29 януари 2012 г. Към днешна дата той е вторият най-дълго служещ немонархичен държавен глава в света след камерунеца Пол Бия.
Срещу Обианг съществуват множество обвинения в корупция и злоупотреба с власт. На практика той държи цялата власт в страната. Конституцията му предоставя големи правомощия, включително управление чрез укази, което на практика прави правителството му законна диктатура.

## Ранен живот
Обианг е роден в Акоакан, по това време в границите на Испанска Гвинея. Той се записва в казармата по време на колониалния период на страната, а след това посещава Военната академия в Сарагоса, Испания. Получава чин лейтенант, след като чичо му, Франсиско Масиас Нгуема, е избран да бъде първия президент на независима Екваториална Гвинея. По това време Обианг е назначен да служи на различни позиции, включително губернатор на Биоко и ръководител на Националната гвардия. Началник е и на затвора в Биоко, който впоследствие става печално известен с тежки измъчвания на лишените от свобода.. През 1981 г. е повишен в ранг полковник.

## Президентство
След като Масиес нарежда убийствата на няколко членове на семейството, включително и на брата на Обианг, Обианг и други от вътрешното обкръжение на Масиес започват да се опасяват, че президентът е полудял. Затова, на 3 август 1979 г. Обианг предприема кървав преврат срещу чичо си и го изправя пред съд за действията му, включително геноцида срещу народа Буби през изминалото десетилетие. Масиас е осъден на смърт и екзекутиран от стрелкови отряд на 29 септември 1979 г. Въпросният отряд е съставен от мароканци, тъй като местните войници се страхуват от „магическите сили“ на лидера.
Обианг обявява, че новото правителство ще бележи ново начало, различно от бруталния и репресивен режим на чичо му. Той дава амнистия на политически затворници и слага край на системата за принудителен труд на предното правителство. Въпреки това, той не споменава собствената си роля при извършването на жестокостите по време на управлението на чичо му.

### Нова конституция
Страната се завръща към гражданско управление към 1982 г. с влизането в сила на по-малко авторитарна конституция. По същото време Обианг е избран за президент със седемгодишен мандан, бидейки единственият кандидат. Преизбран е през 1989 г., когато пак е единствен кандидат. След като на други партии привидно е позволено да се организират през 1992 г., той отново е преизбран през 1996 г. и 2002 г. с 98% подкрепа чрез избори, които са определени като подправени от международни наблюдатели. Особено любопитен случай възниква през 2002 г., когато в един избирателен район е записано, че Обианг е получил 103% от гласовете.
През 2009 г. е избран наново, с 97% от гласовете, и за пореден път сред става обект на обвинения за измама.
Първоначално управлението на Обианг се счита за по-хуманно от това на чичо му. Според някои доклади, обаче, с времето Обианг става все по-брутален и се противопоставя на нарастващата демокрация в Африка. Повечето международно организации считат режима му за един от най-корумпираните, етноцентрични, репресивни и недемократични в света. На практика, Екваториална Гвинея е еднопартийна държава, доминирана от Демократичната партия на Екваториална Гвинея начело с Обианг. Конституцията придава на Обианг големи правомощия, включително управление чрез укази. Към днешно време, всички депутати, освен един, членуват в неговата партия. Дори и при това положение, опозицията почти не се толерира, а свободата на словото е сериозно потискана.
През ноември 2021 г. Теодоро Обианг Нгема Мбасого беше назначен на конгреса на партията си като кандидат за шести мандат на изборите през 2023 г.

## Противоречия
През юли 2003 г. държавно радио обявява, че Обианг е богът на страната и има пълна власт над хората и предметите в нея. Съобщението добавя, че президентът е в постоянен контакт с Всемогъщия и че може да реши да убие всекиго, без да отговаря пред никого и без да отиде в ада. Самият той отправя подобни коментари през 1993 г. Чичо му, Масиас, също се е обявявал за бог по време на управлението си.
Обианг насърчава култа към личността си, като кара публичните изказвания да завършват с желание за него, а не за републиката. Много важни сгради има президентска квартира, много градове имат улици, възпоменаващи преврата, и много хора носят дрехи с неговия лик.
Също както предшественика си и други африкански диктатори (Иди Амин, Мобуту Сесе Секо), Обианг си дава няколко креативни титли. Сред тях е: „джентълмен на великия остров Биоко, Анобон и Рио Муни“. Освен това, нарича себе си Ел Хефе – „Шефа“. С падането на режима на Муамар Кадафи в Либия през октомври 2011 г., Обианг става вторият най-дълго служещ немонархичен държавен глава в света
През октомври 2012 г. в интервю за CNN журналистката Кристиан Аманпур пита Обианг дали ще се оттегли в края на текущия му мандат (2009 – 2016), тъй като вече е бил преизбиран поне четири пъти през 30-годишното си управление. Обианг категорично отказва да се оттегли, въпреки ограничението на броя мандати, заложено в конституцията.
Смята се, че Обианг желае сина му да го наследи, срещу когото също има множество сигнали за корупция.